# 三碧木星
| 四 | 九 | 二 |
| 三 | 五 | 七 |
| 八 | 一 | 六 |

| 二 | 七 | 九 |
| 一 | 三 | 五 |
| 六 | 八 | 四 |

三碧木星（さんぺきもくせい）とは、暦、占いに用いられる九星の一つ。後天定位盤において東に位置する。
四緑木星と同じ木に属するが、三碧木星は、木としてはまだ若くこれから成長する木を表すという。
日の九星においては、夏至前後に九星の閏を置く場合、その期間中の甲午の日を三碧として陽遁から陰遁に切り替わる。その際前の陽遁最終日と合わせて三碧が2日続く。

## 属性
- 五行 - 木
- 八卦 - 震
- 十干 - 甲、乙
- 十二支 - 卯
- 季節 - 春
- 方位 - 東
- 月 - 3月
- 時間 - 5時～7時
- 数 - 三、八
- 色 - 青色
- 味 - 酸味

## 象意
- 激しい、動く、繁栄、明朗、指揮者、管理職、宣伝、メッセージ、連絡、通信、交信
- 音、声、音楽、評判、雷鳴（雷の音）、波動（音波や電波などの波全般）、地震、電気

## 他の星との関係（相性）
- 相生 - 一白水星（水生木）、九紫火星（木生火）
- 相克 - 二黒土星（木剋土）、五黄土星（木剋土）、六白金星（金剋木）、七赤金星（金剋木）、八白土星（木剋土）
- 比和 - 三碧木星、四緑木星

## 三碧木星の（中宮になる）年
西暦年を9で割って8余る年が三碧木星の年となる。
‥‥ - 1934年 - 1943年 - 1952年 - 1961年 - 1970年 - 1979年 - 1988年 - 1997年 - 2006年 - 2015年 - 2024年 - 2033年 - 2042年 - 2051年 - 2060年 - 2069年 - ‥‥